# باشگاه والیبال زنان فنرباغچه
باشگاه والیبال زنان فنرباغچه (انگلیسی: Fenerbahçe Women's Volleyball) یک باشگاه والیبال از زیر مجموعه باشگاه ورزشی فنرباغچه است که در استانبول مستقر است.
فنرباغچه از باشگاه‌های پیشرو والیبال زنان محسوب می‌شود که بزرگترین دست‌آورد آن قهرمانی باشگاه‌های جهان ۲۰۱۰ و قهرمانی باشگاه‌های اروپا ۲۰۱۲ بوده است.
نخستین پیروزی برای والیبال بانوان ایران در مقابل یک تیم خارجی، در اردیبهشت ۱۳۳۹ کسب شد، زمانی که تیم والیبال منتخب دانشگاه تهران با حضور  فریده منوچهری، مهری انور، دخی یزدان فر، دکتر عذرا ملک و ... تحت تعلیم عبدالمنعم کمال، در تهران و برابر تیم والیبال زنان باشگاه  فنرباعچه ترکیه پیروز شد.